# Anuario Estadístico de España
El Anuario Estadístico de España es una publicación anual, editada por el Instituto Nacional de Estadística, que recopila datos procedentes de diversas fuentes y que tiene como objetivo reflejar, mediante datos cuantitativos, la realidad económica, social y demográfica de España.

## Historia
El Anuario Estadístico de España fue publicado por primera vez en 1858, apenas 10 años después del Diccionario geográfico-estadístico-histórico de España y sus posesiones de Ultramar de Pascual Madoz. 
Durante su primera etapa, la publicación del Anuario fue irregular, llegando a haber periodos de 20 años sin la publicación de ningún Anuario. Desde 1943 su publicación no ha sufrido interrupciones, si bien, con posterioridad a esa fecha, en algunas ocasiones se ha publicado un único Anuario para varios años, como ocurrió con  los años 2002-2003 o 2021-2022.

## Contenido
Proporciona información sobre múltiples aspectos de la realidad española, con la última información disponible en el momento de su publicación: entorno físico y medio ambiente, demografía, educación, sanidad, economía, agricultura, condiciones de vida, cultura y ocio, industria y energía, etc. Además, se incluye también una comparación internacional, para algunos de estos aspectos.

## Licencia
Su contenido es reutilizable con fines tanto comerciales como no comerciales, siempre que se respeten una serie de condiciones, especificadas en su página web.